# Chariesthes striata
Chariesthes striata là một loài bọ cánh cứng trong họ Cerambycidae.